# Грейсонвілл (Меріленд)
Грейсонвілл (англ. Grasonville) — переписна місцевість (CDP) в США, в окрузі Графство королеви Анни штату Меріленд. Населення — 3474 особи (2020).

## Географія
Грейсонвілл розташований за координатами 38°57′27″ пн. ш. 76°11′52″ зх. д. / 38.95750° пн. ш. 76.19778° зх. д. (38.957461, -76.197787).  За даними Бюро перепису населення США в 2010 році переписна місцевість мала площу 16,28 км², з яких 14,31 км² — суходіл та 1,97 км² — водойми.

## Демографія
Згідно з переписом 2010 року, у переписній місцевості мешкало 3425 осіб у 1248 домогосподарствах у складі 871 родини. Густота населення становила 210 осіб/км².  Було 1399 помешкань (86/км²).
Расовий склад населення:
| - 72,1 % — білих - 20,1 % — чорних або афроамериканців - 1,5 % — азіатів - 0,6 % — корінних американців - 2,9 % — осіб інших рас |

До двох чи більше рас належало 2,8 %. Частка іспаномовних становила 5,5 % від усіх жителів.
За віковим діапазоном населення розподілялося таким чином: 25,1 % — особи молодші 18 років, 62,3 % — особи у віці 18—64 років, 12,6 % — особи у віці 65 років та старші. Медіана віку мешканця становила 37,7 року. На 100 осіб жіночої статі у переписній місцевості припадало 99,1 чоловіків;  на 100 жінок у віці від 18 років та старших — 100,4 чоловіків також старших 18 років.
Середній дохід на одне домашнє господарство  становив 92 303 долари США (медіана — 87 356), а середній дохід на одну сім'ю — 103 473 долари (медіана — 99 688). За межею бідності перебувало 13,8 % осіб, у тому числі 17,6 % дітей у віці до 18 років та 15,0 % осіб у віці 65 років та старших.
Цивільне працевлаштоване населення становило 1662 особи. Основні галузі зайнятості: освіта, охорона здоров'я та соціальна допомога — 18,6 %, науковці, спеціалісти, менеджери — 15,5 %, публічна адміністрація — 13,5 %.